# Euxoa rufa
Euxoa rufa là một loài bướm đêm trong họ Noctuidae.